# Sachaufwand
Sachaufwand ist im kommunalen Rechnungswesen die Sammelbezeichnung für alle ordentlichen Aufwendungen, die außerhalb der Personalkosten anfallen.

## Allgemeines
Die im deutschen öffentlichen Sektor bis Juli 2009 vorherrschende Kameralistik benutzte teilweise andere Begriffe als die Doppik und hat mit dem Sachaufwand einen Sammelbegriff für alle Aufwendungen geprägt, die außerhalb der Personalkosten anfallen. Da die kommunalen Aufgaben überwiegend Dienstleistungscharakter besitzen, stellen die Personalkosten mit über 60 % Anteil an den kommunalen Gesamtkosten den bei weitem den bedeutendsten Kostenfaktor dar. Der Anteil des Sachaufwands macht etwa 20 % des Gesamtaufwands aus und spielt daher eher eine untergeordnete Rolle.

## Bestandteile des Sachaufwands
Zum Sachaufwand gehören alle Aufwendungen für die Stadttechnik, Heizkosten, soziale und kulturelle Infrastrukturversorgung, Instandhaltung von Straßen, Wegen und Parkplätzen sowie für Verkehrssicherungsanlagen. Sachaufwand entsteht für die Bewirtschaftung von kommunalen Grundstücken und Gebäuden (Abschreibungen, gezahlte Mieten und Pachten), Fahrzeugen und kommunalen Einrichtungen (Behörden, Schulen) und die Anschaffung von Büro- oder Unterrichtsmaterial, soweit nicht vermögenswirksam. Der Sachaufwand wird kameralistisch im Verwaltungshaushalt verbucht. Der Sachaufwand korreliert stark mit den Personalkosten, weil der Einsatz von Personal gleichzeitig Sachaufwand auslöst (etwa Bürogebäude und Büromaterial). Personalabbau geht daher auch mit einer Reduzierung des Sachaufwands einher und umgekehrt.

## Personal- und Sachaufwand bei Schulen
Bei Schulen spricht man auch vom Schulträger.
Staatliche Schulen
Personalaufwandsträger sind im Allgemeinen die Länder oder die einzelnen Bezirksregierungen, Sachaufwandsträger sind die Kommunen.
Kommunale Schulen
Die Kommune ist gleichzeitig Sach- und Personalaufwandsträger.
Private oder kirchliche Schulen
Die Verantwortung für Personal- und Sachaufwand liegt formal beim privaten Träger.

## Kommunale Doppik
Seit der Einführung der kommunalen Doppik in das Haushaltsgrundsätzegesetz (HGrG) im Juli 2009 hat der Begriff des Sachaufwandes an Bedeutung verloren, da nach § 7a Abs. 1 HGrG nunmehr in der Gewinn- und Verlustrechnung nach der Gliederungsvorschrift des § 275 Abs. 2 HGB zu verfahren ist. Hiernach ist zu unterscheiden zwischen Materialaufwand (Aufwendungen für Roh-, Hilfs- und Betriebsstoffe und für bezogene Waren sowie Aufwendungen für bezogene Leistungen), Abschreibungen, Zinsaufwand, sonstige betriebliche Aufwendungen und außerordentliche Aufwendungen.

## Kreditinstitute
Bei Kreditinstituten ist der Begriff „Sachaufwand für das Bankgeschäft“ gebräuchlich, obwohl die Kreditinstituts-Rechnungslegungsverordnung diese Bezeichnung nicht erwähnt. Hierzu gehören Raumkosten, Bürokosten, Werbungsaufwand, Versicherungsprämien, Rechts-, Prüfungs- und Beratungskosten. Der Sachaufwand ist hier – nach dem Zinsaufwand und dem Personalaufwand – die drittwichtigste Größe.

## International
Im angelsächsischen Raum wird zuweilen außerhalb des Personalaufwands („personnel/staff expenses“) auch vom Sachaufwand („other expenses“) gesprochen. Bei Kreditinstituten ist dort vom Sachaufwand als „Nicht-Zinsaufwand“ („other non-interest-expenses“) die Rede.